# Paulo de Carvalho de Mendoça
Pour les articles homonymes, voir Mendoça.
Paulo de Carvalho de Mendoça, né le 26 novembre 1702 à Lisbonne et mort le 7 janvier 1770 à Lisbonne, est un ecclésiastique catholique portugais du XVIIIe siècle. 

## Biographie
Carvalho est notamment commissaire général de la mission portugaise et président du Conseil de l'Inquisition. Le pape Clément XIV le crée cardinal in pectore lors du consistoire du 18 décembre 1769. Son élévation au cardinalat est publiée le 29 janvier 1770, au moment où sa mort le 7 janvier n'est pas encore connue à Rome.